# Markaczka (zwyczajna)
Markaczka (zwyczajna) (Melanitta nigra) – gatunek średniej wielkości wędrownego ptaka wodnego z rodziny kaczkowatych (Anatidae).

## Systematyka
Gatunek monotypowy. Blisko spokrewniona z markaczką amerykańską (Melanitta americana), uznawaną kiedyś za jej podgatunek.

## Występowanie
Islandia, Wyspy Owcze, Szetlandy, Orkady, Szkocja, Irlandia, Svalbard, północna część Półwyspu Skandynawskiego i dalej po Lenę. Zimuje na europejskich i północnoafrykańskich wybrzeżach Atlantyku, na brzegach Morza Północnego, Bałtyku i w zachodniej części Morza Śródziemnego, a także na dużych jeziorach w głębi lądu.
Na polskim wybrzeżu zimuje licznie i regularnie od października do kwietnia. Latem pojawiają się natomiast koczujące stada samców. W głębi kraju pojawia się sporadycznie. Sporadycznie zalatuje również w głąb innych krajów Europy, na wschodnią część Morza Śródziemnego, Morze Czarne i Morze Kaspijskie, na Azory, Wyspy Kanaryjskie i Wyspy Zielonego Przylądka, Grenlandię i brzegi Zatoki Perskiej.

## Morfologia
WyglądSamiec całkowicie czarny, jedynie lotki od spodu ciemnoszare, a dziób pomarańczowy ze zrogowaciałą czarną naroślą u nasady. Ubarwienie ma zatem wśród kaczek niepowtarzalne. Brunatnoczarne łapy. Samica ciemnobrązowa z popielatymi podgardlem, piersią, bokami szyi i policzkami oraz jaśniejszym brzuchem. Ponad dwuletnim samicom wyrasta na dziobie niewielka narośl. Młode podobne do samicy.
Pewnym  podobieństwem do markaczki wykazuje się czarny samiec uhli, ale ma on białe lusterko i plamę pod okiem, czerwone łapy z czarnymi płetwami i pomarańczowy dziób z czarną naroślą. Czarnobrunatną samicę uhli odróżnić od markaczki można po tym, że ta pierwsza ma białe lusterko i dwie plamy na głowie.
Wymiary średniedługość ciała ok. 40–52 cm
długość skrzydła 21–24 cm
rozpiętość skrzydeł 80–90 cm
masa ciała ok. 900–1600 g

## Ekologia i zachowanie

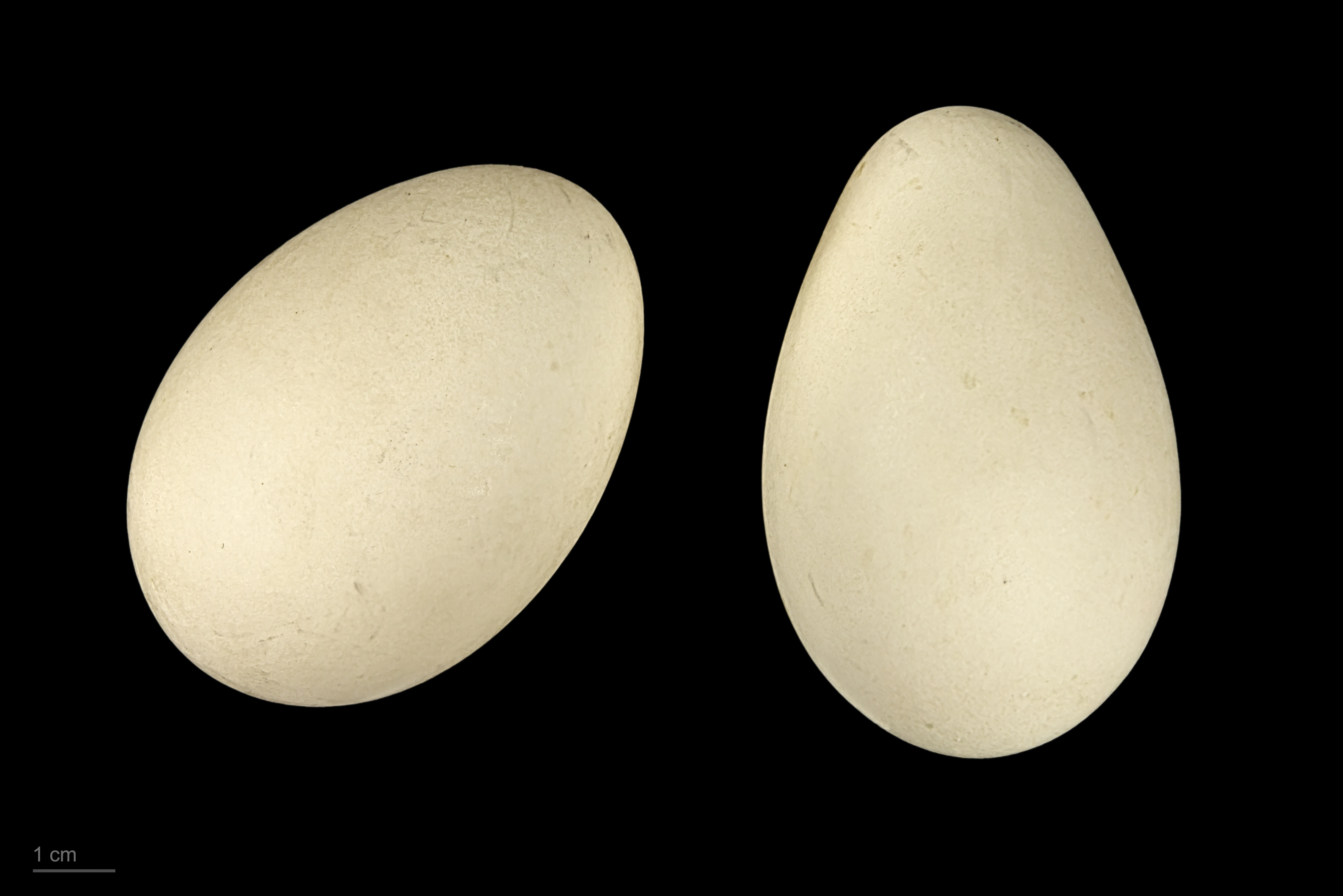
Jaja z kolekcji muzealnej

BiotopJeziora i wolno płynące rzeki w strefie tundry i mokradła w strefie tajgi. Zimą na morskich wybrzeżach. Od września do kwietnia pojedyncze osobniki można spotkać też w głębi lądu.
ZachowanieOd lipca na wieczornym i nocnym niebie można obserwować ciągi markaczek, głównie kaczorów. Samice z młodymi ciągną liczniej od września, a w grudniu stanowią już przeważającą większość. W locie wydaje charakterystyczny świst powodowany przez wibrację sztywnej i wąskiej dziesiątej lotki dłoniowej. Dobrze nurkuje i pływa, ale na lądzie porusza się niezdarnie w postaci wyprostowanej.
TokiPierwsze markaczki łączą się w pary już na zimowisku. Kaczor w czasie grupowych toków wyciąga się w górę, otacza skrzydłami, kiwa ogonem i wykonuje skokowy trzepoczący lot. Na lęgowiska markaczki wracają parami głównie w maju, choć w Wielkiej Brytanii już od marca do kwietnia. W czasie toków kaczor wydaje głos przypominający „kur-li” lub „struk-luk”, a kaczka głuche „karr”.
GniazdoGniazda na ziemi, w pobliżu wody schowane w zaroślach. Są to głównie płytkie jamki w ziemi wysłane mchem, trawami, porostami i powiększającą się stopniowo ilością puchu.
JajaW ciągu roku wyprowadza jeden lęg (może być powtórzony w przypadku utraty jaj lub piskląt), składając w maju–czerwcu 5 do 13 kremoworóżowych lub brunatnawych jaj o średnich wymiarach 66 × 54 mm i średniej masie 72 g.
Okres lęgowyJaja wysiadywane są przez okres 27–31 dni przez samicę. Kaczor opuszcza samicę krótko po rozpoczęciu lęgu. Pisklęta opuszczają gniazdo po wykluciu i wędrują za matką nad wodę. Usamodzielniają się po 45–50 dniach.
PożywienieDrobne zwierzęta wodne, głównie małże, skorupiaki, owady wodne z niewielką domieszką pokarmu roślinnego, korzeni i pęczków.

## Status i ochrona
W Czerwonej księdze gatunków zagrożonych Międzynarodowej Unii Ochrony Przyrody markaczka klasyfikowana jest jako gatunek najmniejszej troski (LC – Least Concern). Liczebność światowej populacji w 2006 roku szacowano na 1,6 miliona osobników. Globalny trend liczebności populacji nie jest znany.
W Polsce objęta ścisłą ochroną gatunkową. W latach 2013–2018 liczebność populacji zimującej na terytorium kraju szacowano na 9200–28 900 osobników.